# Вутте, Мартин
Мартин Вутте (нем. Martin Wutte; 15 декабря 1876, Фрауэнштайн — 30 января 1948, Клагенфурт) — австрийский краевед, специализировавшийся на истории региона Каринтия; первоначально разделял взгляды германского национализма, а затем занял национал-социалистическую позицию; являлся секретарем Каринтийского исторического общества с 1907 по 1938 год, а также состоял редактором журнала «Carinthia» в 1913—1939 годах; директор Каринского провинциального архива (1923—1939). Автор крайне спорных работ о словеноязычных жителях региона («Deutsch-Windisch-Slowenisch», 1927) и региональной борьбе за независимость («Kärntner Freiheitskampf 1918—1920», 1943).

## Биография
Мартин Вутте родился 15 декабря 1876 года в Обермюльбахе, Фрауэнштайн; в 1896 году он с отличием окончил городскую гимназию в Филлахе. После изучения курсов по истории и географии в университете Граца, он в 1901 году защитил диссертацию и получил кандидатскую степень. Затем работал учителем в школах в Граце и Мариборе (Марбурге-ан-дер-Драу), а также — в гимназии в Клагенфурте.
В период с 1907 по 1938 год Вутте являлся секретарем Каринтийского исторического общества; он также состоял редактором журнала «Carinthia», занимая данный пост в 1913—1939 годах. С 1923 по 1939 год являлся и директором Каринского провинциального архива, публикую многочисленные работы по истории региона. Кроме того, в 1919 году он был советником по делам Каринтии в составе австрийской делегации при заключении Сен-Жерменского мирного договора и при подготовке референдума о статусе Каринтии.
Критики взглядов Вутте отдельно обращают внимание на его так называемую «Виндишен-теори» (теорию о виндишах): в рамках эссе «Deutsch-Windisch-Slowenisch», написанного в 1927 году как ответ на статью в словенской газете «Slovenec», Вутте пытался со ссылками на географические, экономические, антропологические, исторические, культурные, языковые и политические аргументы доказать, что каринтийские словенцы ближе к немецкоязычным жителям региона, чем к словенцам как таковым; автор полагал, что каринтийские словенцы разделены на две группы. Лингвистические аргументы Вутте считались научно опровергнутыми по состоянию на начало XXI века, а сама книга расценивалась скорее как политический памфлет: хотя упоминание теории о «виндишах» регулярно продолжает приводить к крайне эмоциональным дискуссиям, зачастую связанным с результатами референдуме о принадлежности региона, в особенности — Нижней Каринтии. В переписи 2001 года 14 010 жителей Каринтии называли словенский своим родным языком, а 556 — сообщили о себе как о «виндишах».
Вутте активно агитировал за «лояльность австрийскому дому» во время проведения Каринтийского референдума 1920 года; в 1928 году он получил Золотую медаль за заслуги перед Австрийской Республикой. После прихода к власти в Германии национал-социалистов, аншлюса Австрии и начала Второй мировой войны — в 1942 году — он вступил в НСДАП. В тот же период он переписал и расширил свою наиболее важную публикацию о борьбе за независимость Каринтии в 1918—1920 годах («Kärntner Freiheitskampf 1918—1920»): второе издание написано так, чтобы у читателя не осталось никаких сомнений в антисемитизме автора, его фундаментальном неприятии пацифизма и «пылком энтузиазме» в отношении внешней политики Адольфа Гитлера. Скончался 30 января 1948 года в Клагенфурте-ам-Вёртерзе.

## Работы
- Die sprachlichen Verhältnisse in Kärnten auf der Grundlage der Volkszählung von 1900 und ihre Veränderungen im 19. Jahrhundert // Carinthia I., 96, 1906.
- Die sprachlichen Verhältnisse in Krain // Deutsche Erde, Bd. 8, 1909.
- Deutsche und Slowenen in Kärnten // Carinthia I., 109, 1919.
- Kärntner Freiheitskampf 1918—1920, Klagenfurt, 1922 (переиздано R. Habelt 1985, ISBN 3-7749-2251-9).
- Landeskunde von Kärnten. 1923 (Gemeinsam mit Franz Lex und Viktor Paschinger).
- Die sprachlichen Verhältnisse in Kärnten nach der Volkszählung von 1923 // Carinthia I., 114, 1924.
- Der Kampf um Süd-Kärnten. 1925.
- Die Lage der Minderheiten in Kärnten und in Slowenien. Klagenfurt, 1926 (совместно с Oskar Lobmeyr).
- Deutsch-Windisch-Slowenisch. Klagenfurt, 1927.
- Die Lage der Slowenen in Kärnten // Nation und Staat 5, 1931—1932.
- Geschichte der deutschen Siedlung in Krain // Handwörterbuch des Grenz- und Auslanddeutschtums, Bd. 3, Breslau, 1938.
- Zur Siedlungsgeschichte. Ein Überblick // Oberkrain, Krainburg, 1942. (совместно с Viktor Paschinger и Georg Graber).
- Kärntens Freiheitskampf. 2., umgearb. u. verm. Aufl., Klagenfurt, 1943.
- Kärntens Wege zum Meer in alter und neuer Zeit // Carinthia I. 133, 1943.

## Награды
- Золотая медаль за заслуги перед Австрийской Республикой (1928)
- Премия имени Вольфганга Амадея Моцарта — университет Граца (1942)